# Фредеріксберг (муніципалітет)
Фредеріксберг (дан. Frederiksberg Kommune) — данська комуна в складі області Говедстаден. Площа — 8,77 км², що становить 0,02 % від площі Данії без Ґренландії і Фарерських островів. Чисельність населення станом на 1 січня 2017 року — 105037 особи
- Фасанвай (Fasanvej)
- Флінтгольм (Flintholm)
- Форум (Forum)
- Фредеріксберг (Frederiksberg)
- Фуглебаккен (Fuglebakken)
- КБ Галлен (KB Hallen)
- Лінневанг (Lindevang)
- Петер Бангс Вай (Peter Bangs Vej)

## Міста-партнери
- Тарту
- Уппсала
- Берум
- Гямеенлінна
- Гапнарфіордюр
- Цесіс

## Галерея

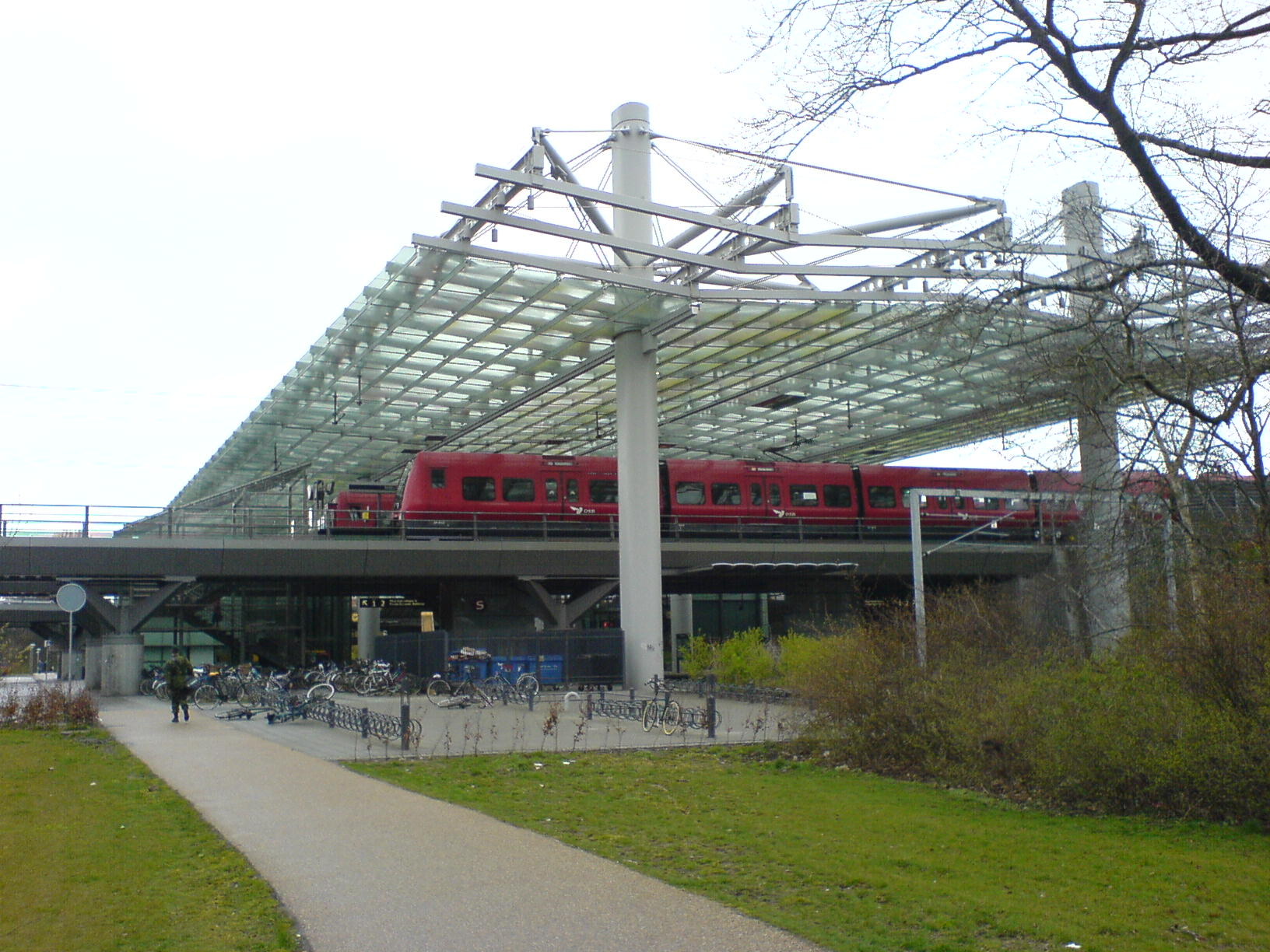
Флінтгольм
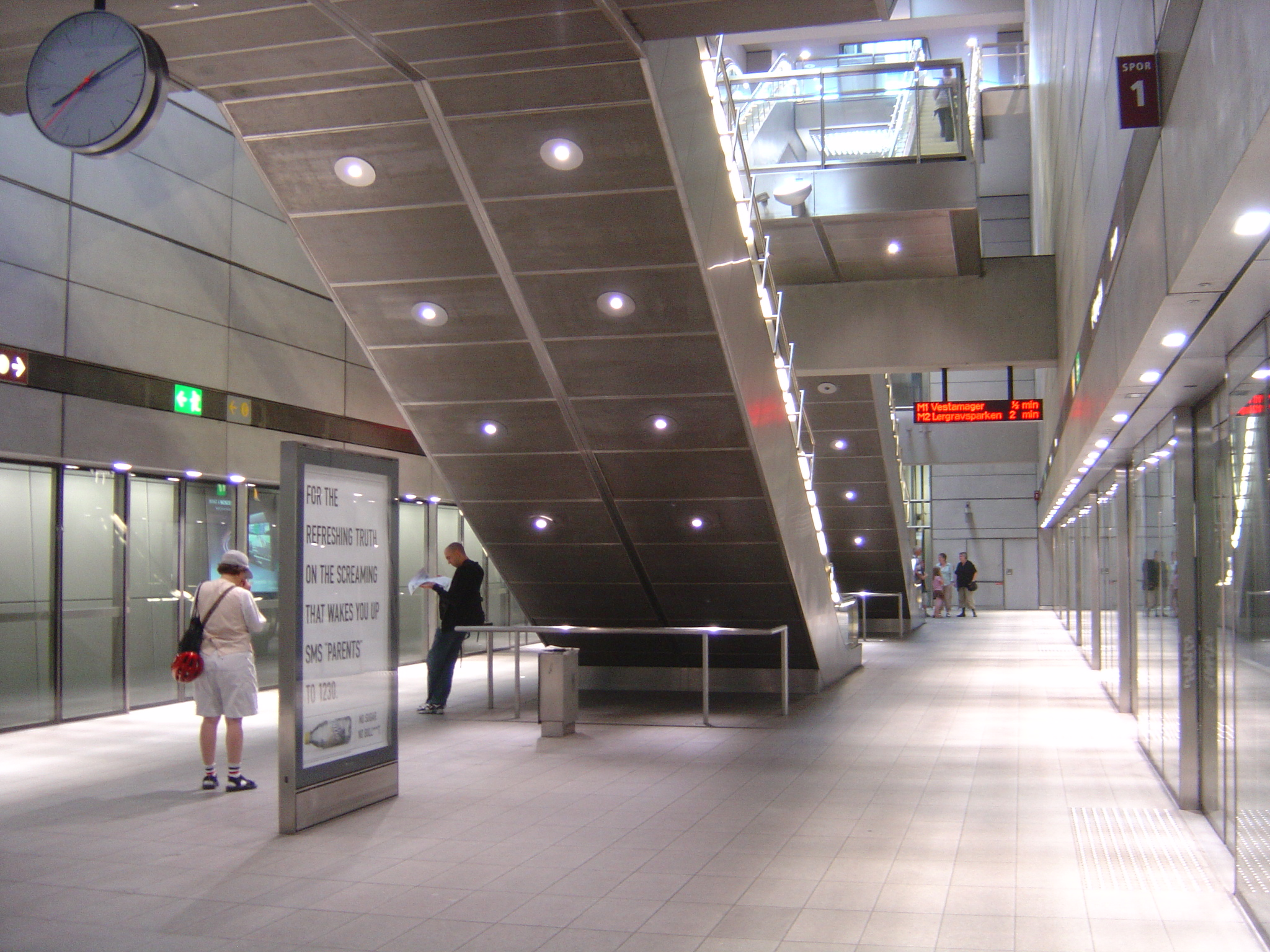
Форум
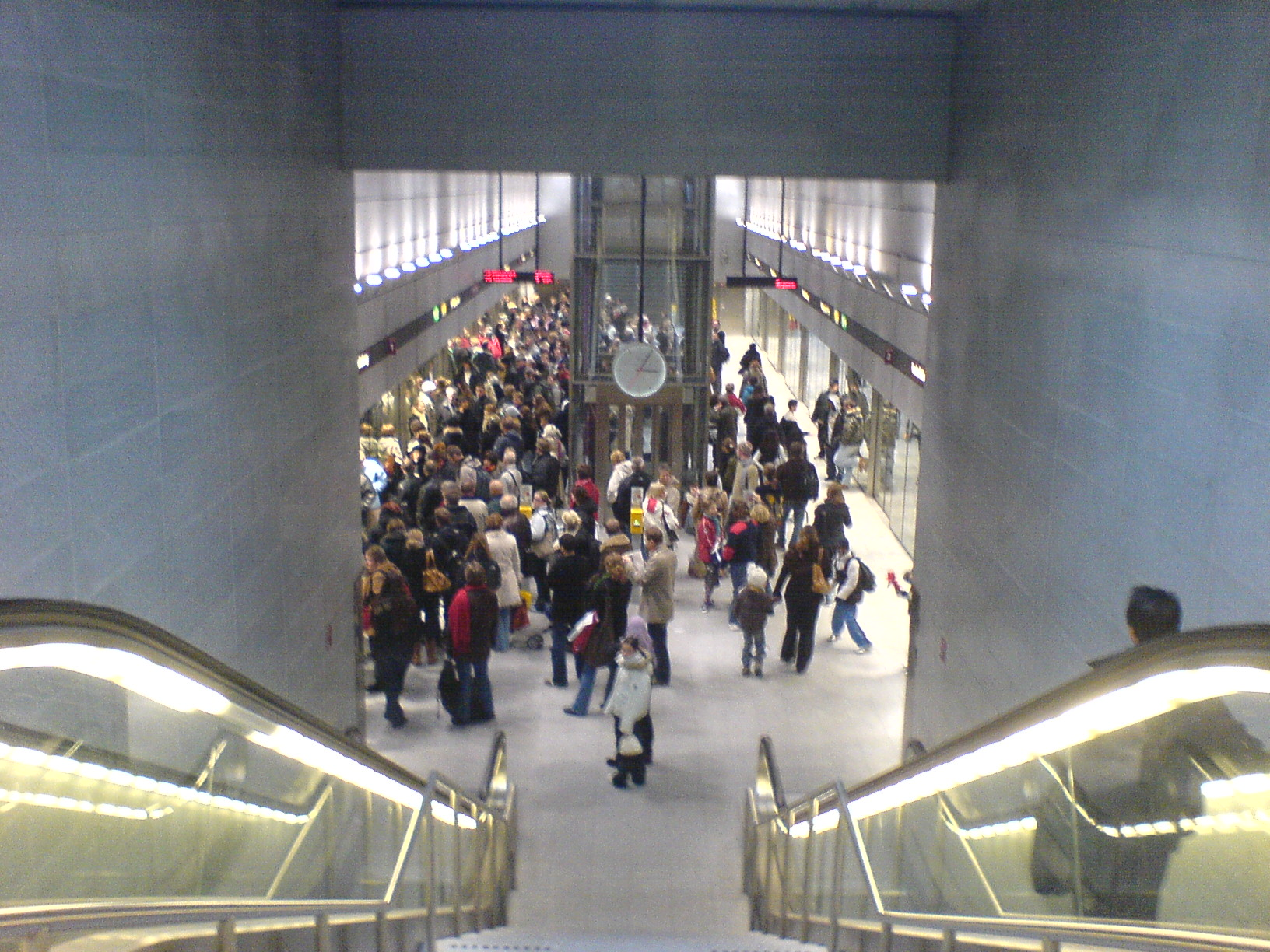
Фредеріксберг
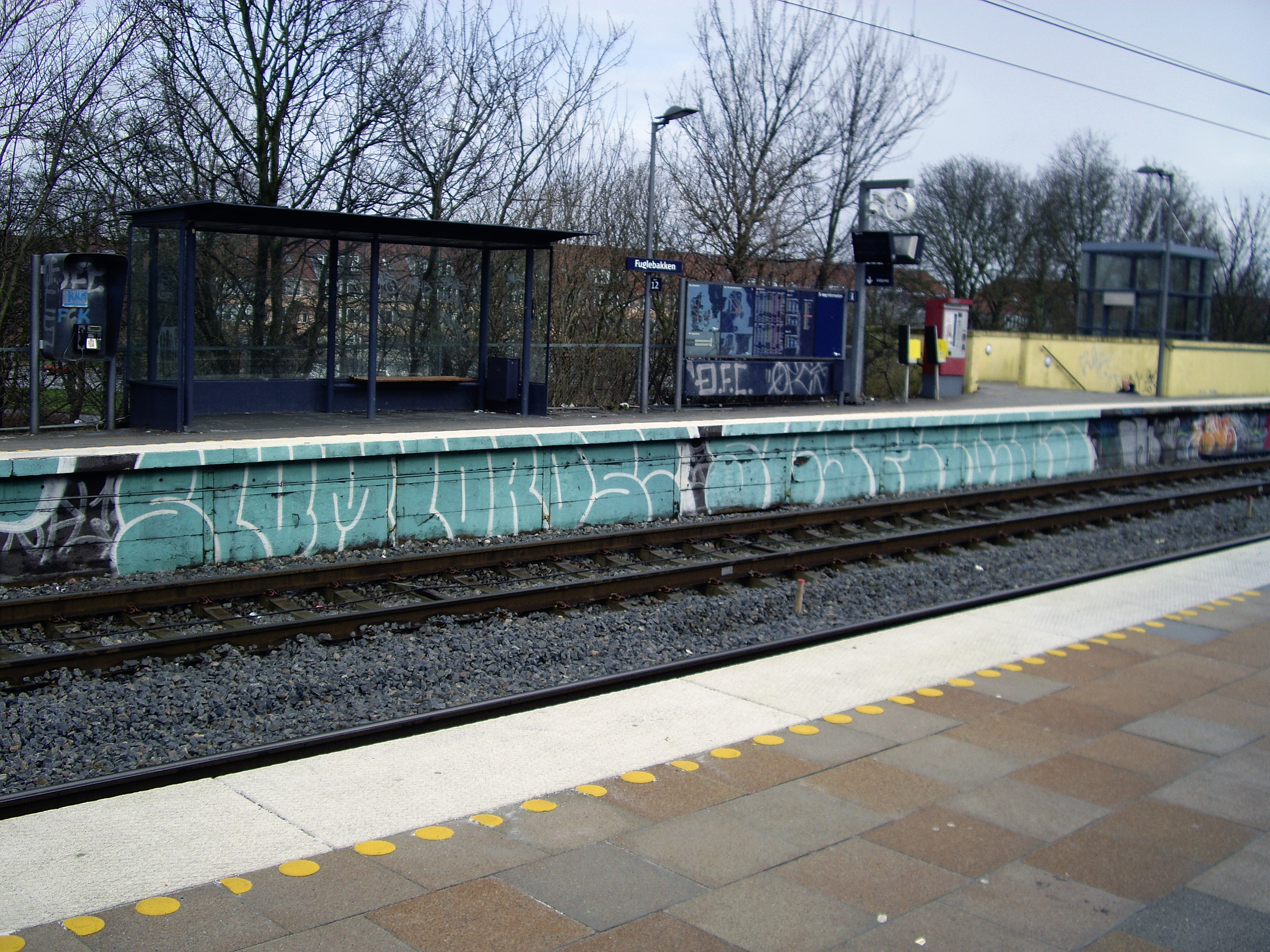
Фуглебаккен
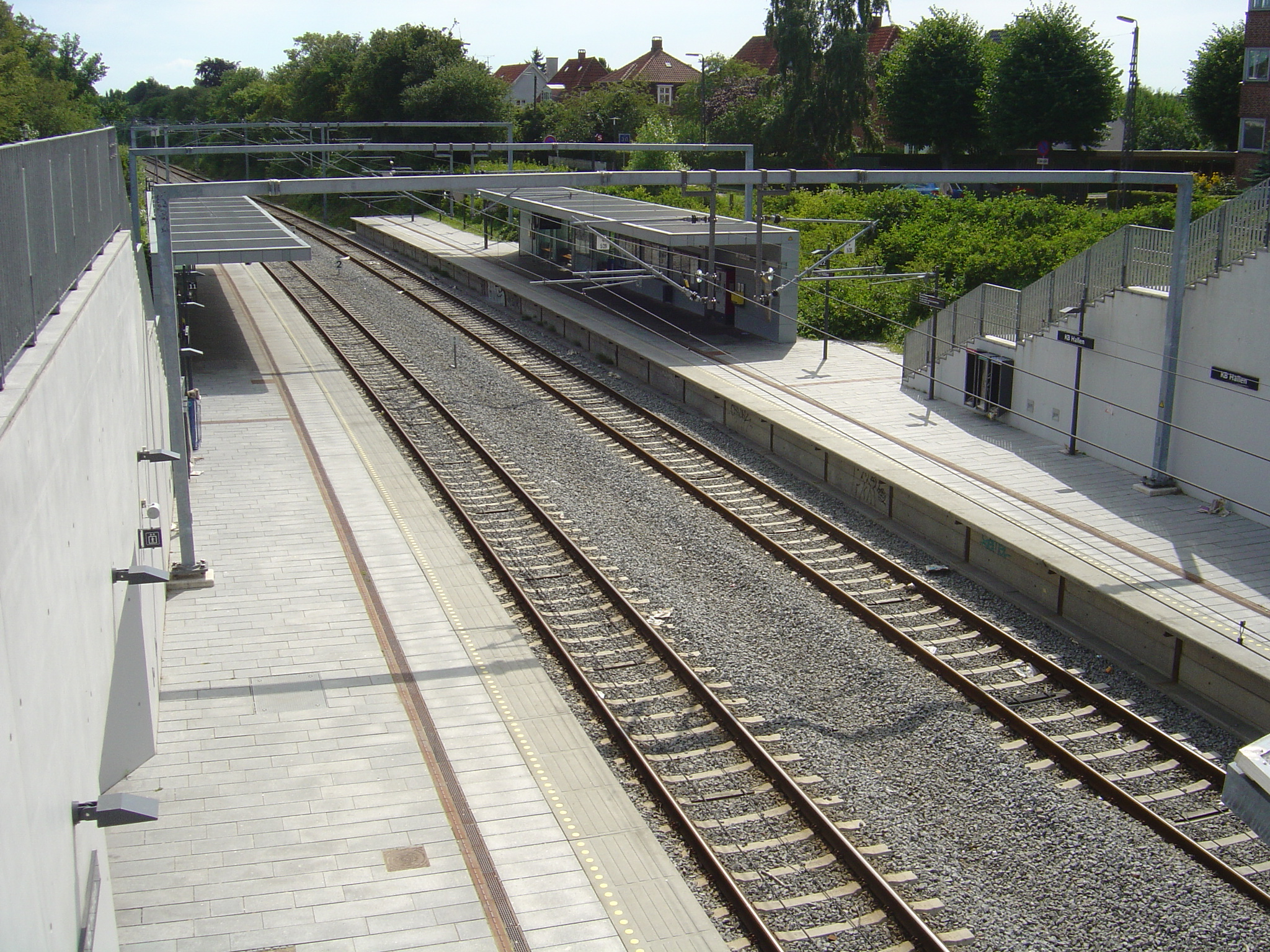
КБ Галлен
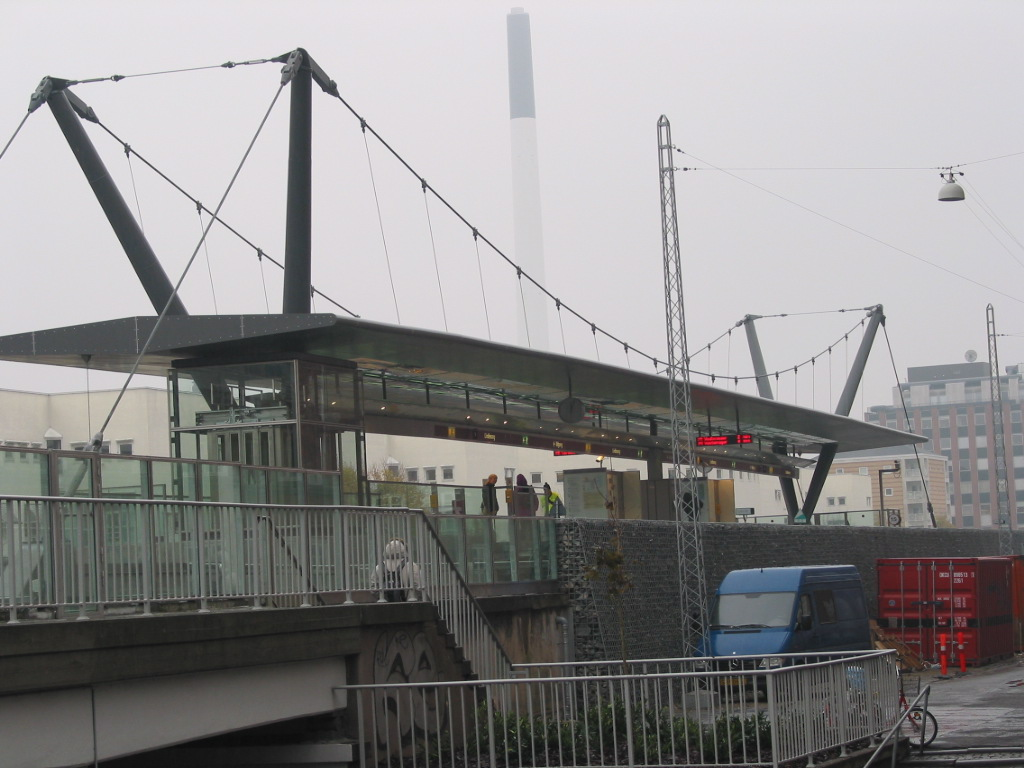
Лінневанг
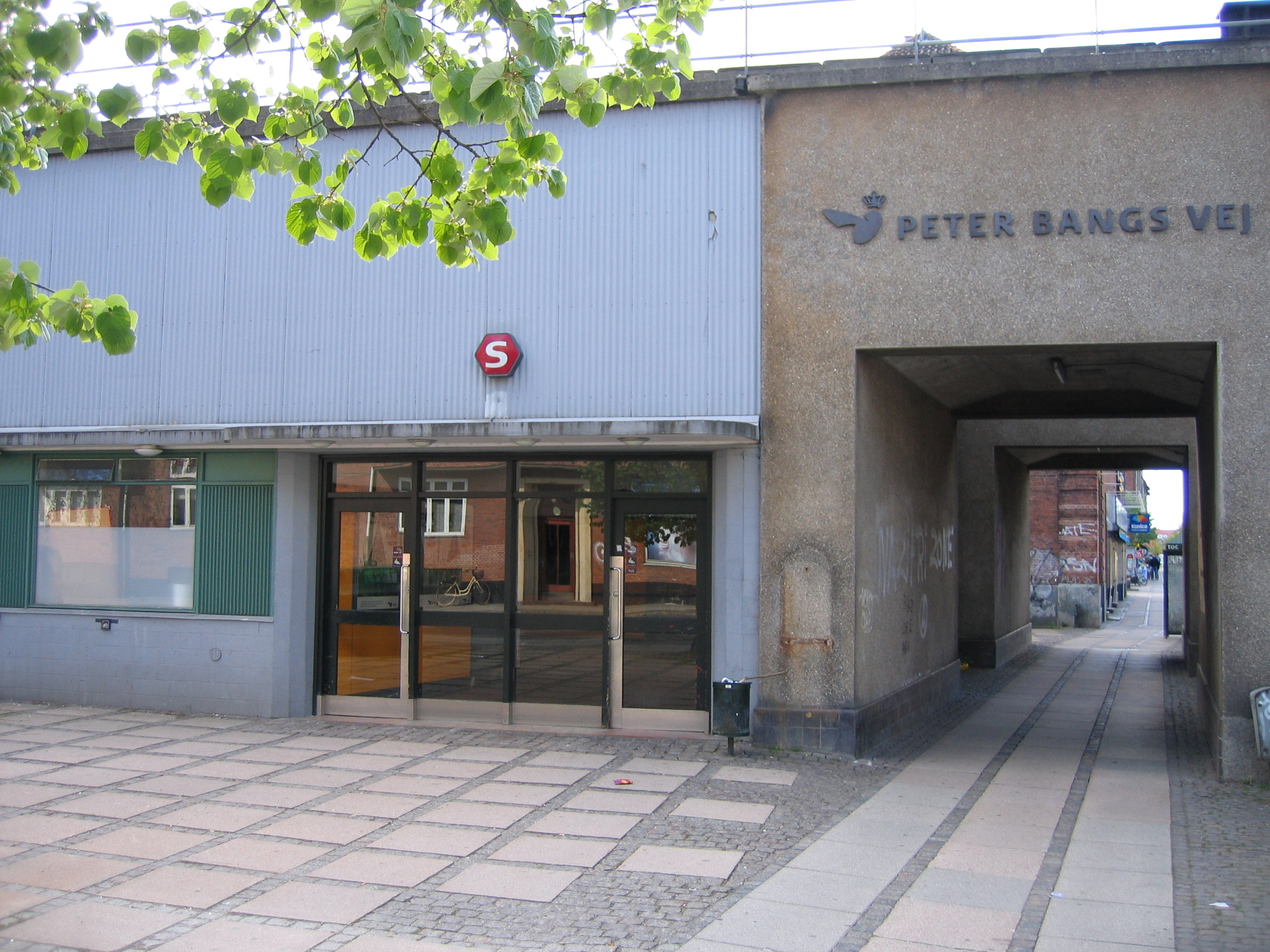
Петер Бангс Вай